# Gmina Górzyca
Die Gmina Górzyca [guˈʒɨʦa] ist eine Landgemeinde im Powiat Słubicki der Woiwodschaft Lebus in Polen. Ihr Sitz ist das gleichnamige Dorf, die ehemalige deutsche Stadt Göritz (Oder), mit etwa 1500 Einwohnern.

## Geographie
Die Gemeinde hat eine Fläche von 145,5 km² und erstreckt sich über eine Anhöhe am rechten Ufer der Oder zwischen Frankfurt (Oder) und Kostrzyn nad Odrą (deutsch Küstrin). Ihre Nachbargemeinde auf dem linken Oderufer ist Reitwein.

## Geschichte
Ein Teil des früheren Gemeindegebietes links der Oder wurde 1945 abgetrennt und verblieb bei Deutschland. Es gehört heute zu Reitwein.

## Gliederung
Die Landgemeinde (gmina wiejska) Górzyca hat etwa 4250 Einwohner. Dazu gehören die folgenden Dörfer:
- Czarnów (Tschernow, 1936–1945 Schernow)
- Górzyca (Göritz)
- Laski Lubuskie (Lässig)
- Pamięcin (Frauendorf[5])
- Radówek (Klein Rade)
- Stańsk (Stenzig)
- Żabice (Säpzig)

Weitere Ortschaften und Siedlungen in der Gemeinde sind:
- Chyrzyno (Kietzerbusch)
- Ługi Górzyckie
- Owczary (Ötscher)
- Spudłów (Spudlow)
- Żabczyn (Neu Amerika)

sowie
- Czarnówek (Neu Tschernow)
- Glinki Radowskie (Peltret’s Vorwerk)
- Leszczyki (Albrechtsmühle)
- Luboniec (Thieleshof)
- Owczarki (Bruchvorwerk)
- Pamięcinek (Bruchvorwerk)
- Rogoźnica
- Ślężno (Schleenwerder)
- Spławiska (Dammhaus)
- Spudłówek
- Stawidło
- Twardoszek (Am Kanal)